# Дашки (Воропаевский сельсовет)
Дашки (белор. Дашкі) — деревня в Воропаевском сельсовете Поставского района Витебской области Беларуси.

## История
В 1777 году деревня впервые упоминается в метрических книгах Лучайского костела:
«Дашки. 19 января 1777 года ксендз Фаддей Каменский окрестил девочку по имени Агнес, дочь Герасима и Хелены Муха. Кумами былиИоанн Таянович и Юстина Ширеевна».
В 1861 году в Лучайской волости Вилейского уезда Виленской губернии.
В 1905 году Дашки разделялись на деревню (306 жителей , 343 десятины земли) и застенок (12 жителей, 15 десятин земли).
С октября 1920 года — в составе Срединной Литвы.
В результате советско-польской войны 1919—1921 гг., деревня оказалась в составе Лучайской гмины Дуниловичского повета Виленского воеводства (II Речь Посполитая).
В 1923 году — в составе Поставской гмины Дукниловичского повета, 31 двор и 147 жителей.
В сентябре 1939 года деревня была присоединена к БССР силами Белорусского фронта РККА и входила в состав Лучайского сельсовета Поставского уезда.
С 25.11.1940 г. — в составе Дуниловичского района Вилейской области БССР.
В 1963 году — в Воропаевском поселковом Совете, 34 двора, 114 жителей.
В 2001 году — 17 дворов, 24 жителя, в составе совхоза «Стародворский».